# 杏露花梨
杏露 花梨（しんるう かりん）は日本の女性声優。主にアダルトゲームに声をあてている。

## 出演作品

### アダルトアニメ
2005年
- 人妻♪かすみさん 〜母娘と共同性活〜（松原霞）

### アダルトゲーム
1998年
- Eye's 〜あなたの瞳にうつるもの〜（神野智陽）
- となりのお姉さん（佐伯明日香）
- 魔薬（未玖）

1999年
- Jelly 〜ゼリー〜（吉村律子）
- Hyper Broken 〜魂のチカラ〜（九十九玲子）
- Machine Maiden（大沢由美子）
  - Machine Maiden外伝〜シンシア〜（大沢由美子）

2000年
- エーゲネルスの花嫁（パジャ）
- とびっきりRUIN（坂崎紅美）
- 発情カルテ 〜緋色の凌辱肉玩具〜（田中紀子）
- PureHeart 〜世界で一番アナタが好き〜（ルン）
- 凌辱同好会（金森優子）

2001年
- すわっぷAふぉ〜B 〜お兄ちゃんは妹になりすまし女装して女子校へ!!〜（加美穂乃香）

2002年
- 黒魔法少女サディスティック妖子（聖マリア）
- 下座蟲-ゲザムシ-（桑原南美、南郷蘭）
- 失KING 〜生娘の恥水〜（岩木さやか）
- 復讐ノススメ 〜逆転のカタルシス〜（倉沢由香里）
- Machine Maiden Next（大沢由美子）
- 流聖天使プリマヴェールV（ちはる、店員、マセガキ、ママさん）
- 凌辱ゲリラ狩り（リル）
  - 凌辱ゲリラ調教（リル）

2003年
- トワイライト・シアターR＋（鈴元舞）
- 陽だまりの陰で（深潮冴美）
- 人妻♪かすみさん 〜母娘と共同性活〜（松原霞）
- Princess Bride（本城理人）
- 保母さんといっしょっ!〜双子とできるもん〜（大城タケル）
- ラストオーダー（高柳倫子）

2004年
- おやつのじかん（プリンたん）
- 淑女の艶事 〜人妻・未亡人の濡れた唇、身体の疼き〜（並木玲子）
- 乳忍者 〜摩天楼へ乳ボンバー〜（篝火）
- 永ワ刻（日下部小雪）
- ニセ教祖（高津美紀）
- はなマルッ!（藤蝶子、深潮冴美）
- 人妻♪かすみさん2 〜奥様・未亡人オーナーと共同性活〜（松原霞）
- Princess Brave 雀卓の騎士（本城理人）
- 凌辱ファミレス調教メニュー（坂峰美幸）
- 和姦家族（沙織）

2005年
- 英雄×魔王（メイシア）
- THE GOD OF DEATH（双葉アキラ）
- つくしてあげるの!〜だっておにいちゃんのおよめさんになりたいんだもん〜（若宮マリア）
- 特捜天使シェルセイバー（ニコ）
- 人妻お忍び旅行 〜奥様たちの濡れた夜〜（松原霞）
- まめふぁんvol.1（若宮マリア）

2006年
- いじケア 〜ノエルくんのご奉仕日記〜（パティ）
- ドキドキ母娘レッスン 〜教えて♪Hなお勉強〜（熊谷亜貴）
- ネコっかわいがり! 〜クレインイヌネコ病院診療中〜（フェイ）
- 麻雀 英雄×魔王（メイシア）
- 魔法少女マナ（フランソワーズ・ブロア）

2009年
- 学校のヤラシイ怪談 〜こんな恥ずかしい除霊させないで!〜（江川映子）